# National American Woman Suffrage Association

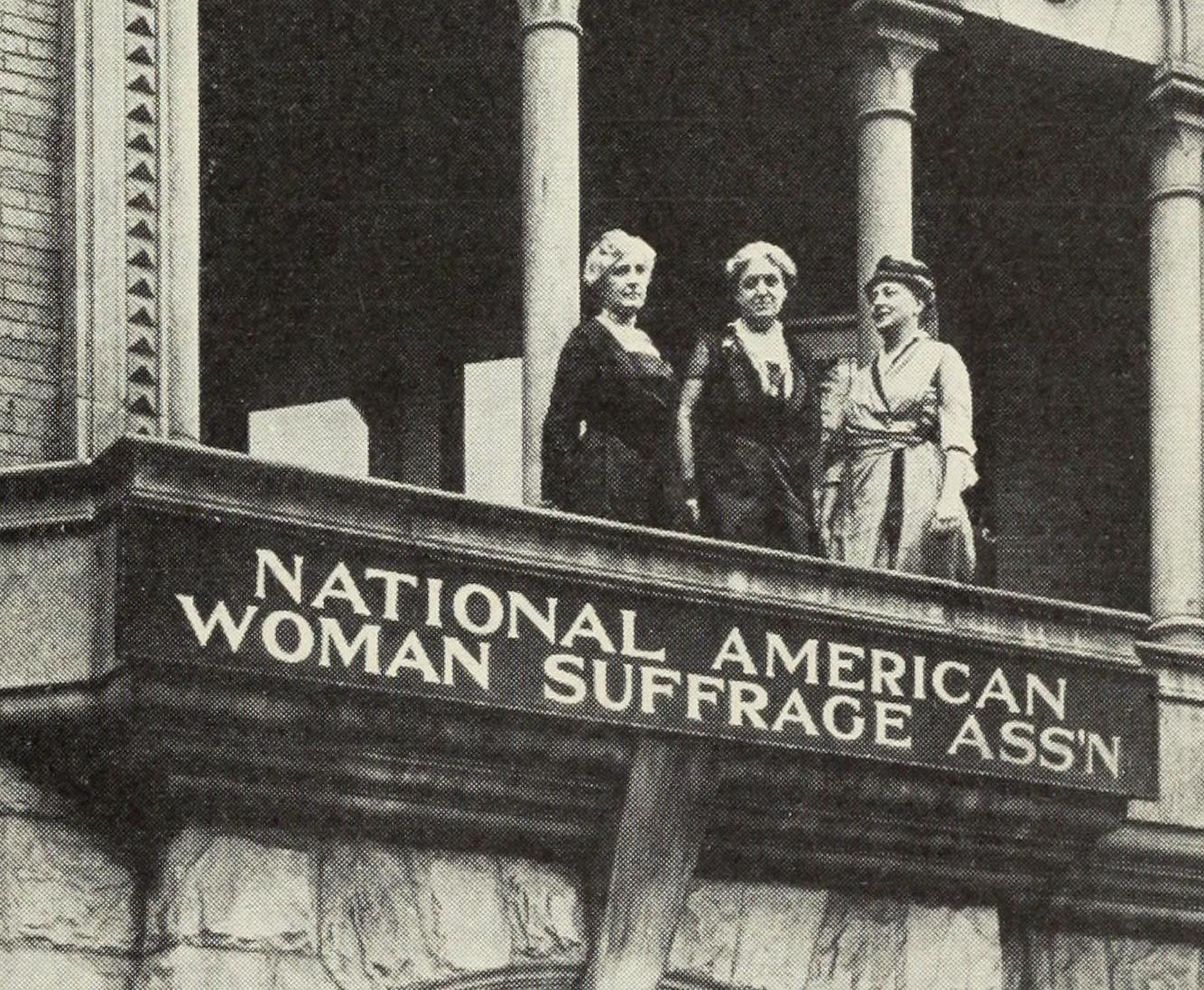
National American Woman Suffrage Association: Helen Hamilton Gardener, Carrie Chapman Catt och Maud Wood Park.

National American Woman Suffrage Association (NAWSA), var en organisation för kvinnlig rösträtt i USA, aktiv mellan 1890 och 1920.

## Historik

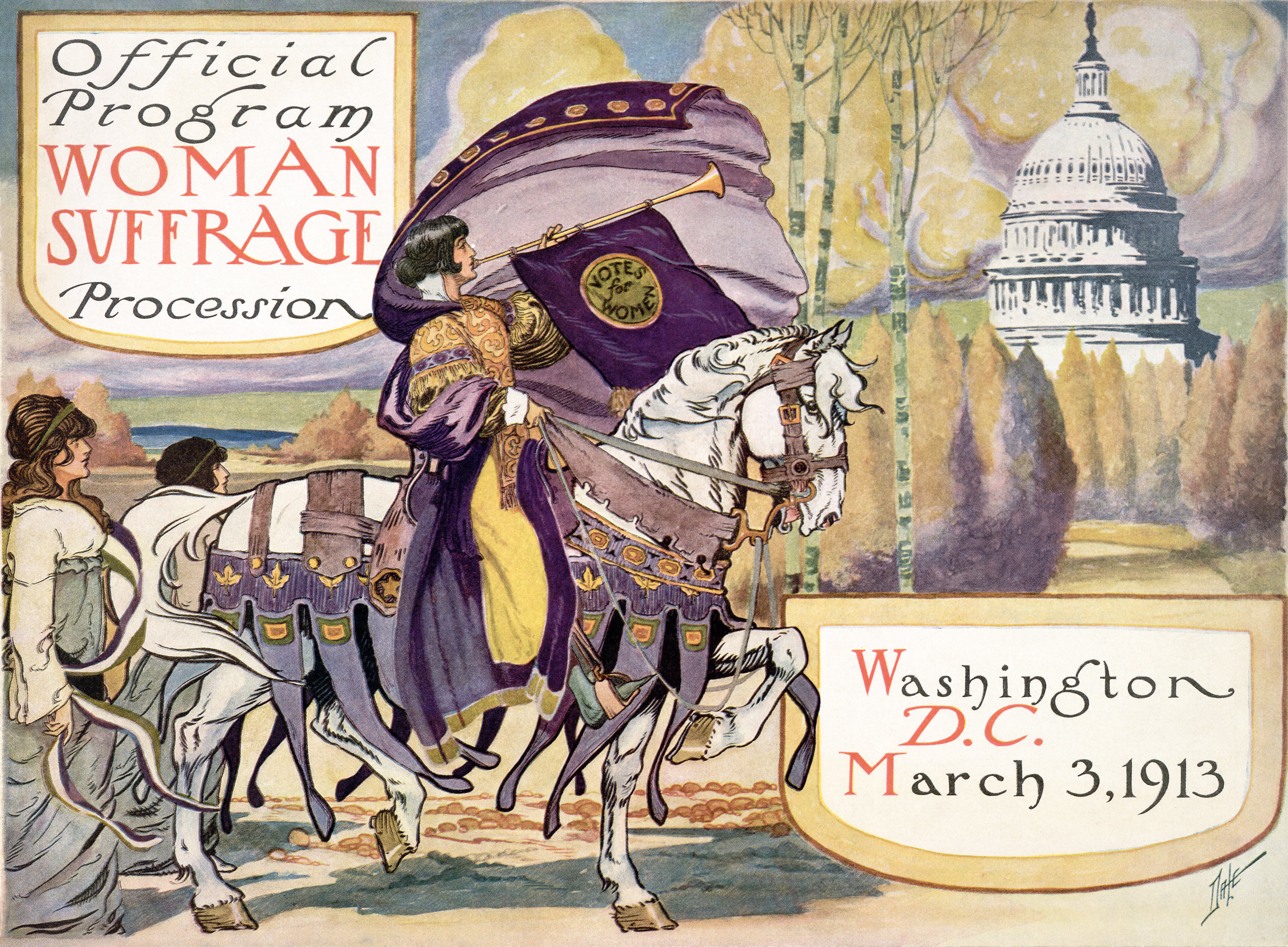
Program för en demonstration i Washington, D.C.

NAWSA bildades då USA:s två största organisationer för kvinnlig rösträtt, National Woman Suffrage Association (NWSA) och American Woman Suffrage Association (AWSA), förenades. Vid föreningen sammangick också deras medlemmar, vilket gjorde att NAWSA fick två miljoner medlemmar och därmed blev den största frivilligorganisationen i USA. 
När målet var uppnått och rösträtten slutligen hade införts 1920, omvandlades NAWSA till League of Women Voters, som arbetade för att informera kvinnor om rösträtten och uppmuntra dem att använda den och engagera sig politiskt. 